# Tityra cayana
Tityra cayana là một loài chim trong họ Tityridae.